# Рзуга, Юсеф
Ю́сеф Рзу́га (араб. يوسف رزوقة‎;
21 марта 1957, Ксур ас-Саф) — арабский (тунисский) поэт и прозаик, инициатор ритмов «Восток/Запад» через использование арабских метрик во французской поэзии.

## Биография
Родился 21 марта 1957 году в г. Ксур Ас-саф (Тунис). С 1982 по 1987 год работал главным редактором тунисского журнала «Аш-шиар» (Поэзия). В настоящее время работает главным редактором литературной газеты (приложение к «Ас-сахафа»).
Пишет на арабском, французском, английском и испанском языках. Участник многих международных поэтических фестивалей в Москве, Ираке, Югославии,Алжире, Иордании, Италии, Ливии и т. д.

## Стихи
Автор сборников стихов:
На арабском языке
- Измеряю тебя своими печалями (1978)
- Программа розы (1984)
- Волк в словах (1998)
- Страна в двух руках (2001)
- История двуокиснего цветка (2001)
- Чрезвычайное положение (2002)
- Сборник стихов (часть I) (2003)
- Йогана (2004)
- Бабочка и динамит (2004)
- Приземельный ноль (2005)

На французском языке
- Паутина (2005)
- Йоталия (2005)
- Тысяча и одна поэма (2005)
- Французский сад (2005)

## Переводы
С арабского языка на русский
(в книге «Поэты северной Африки», 1986)
- Мария Морская (перевод Ларисы Румарчук)
- Бейрутская герника (перевод Татьяны Глушковой)
- Открой окно (перевод Ларисы Румарчук)

С арабского языка на испанский
- Zona cero (перевод Росы Мартинес)

C арабского языка на французский
- L’image a vieilli (перевод Жана Фонтена)
- Poèmes (перевод Хеди Хелиль)

C арабского языка на английский
- Two hells in the heart (перевод Х. Криш)
- Pacem in Terris (перевод Х. Криш)

## Премии и награды
Лауреат многих литературных тунисских премий:
- Международная премия в Иордании за выдающиеся работы в области литературы (2004)
- Лауреат ряда национальных литературных премий (2005)
- Египетская награда «Сборник стихов арабских поэтов» (2005)